# Orophea laui
Orophea laui är en kirimojaväxtart som beskrevs av Leonardía och Keßler. Orophea laui ingår i släktet Orophea och familjen kirimojaväxter. Inga underarter finns listade i Catalogue of Life.